# Kollektiv
För andra betydelser, se Kollektiv (olika betydelser).

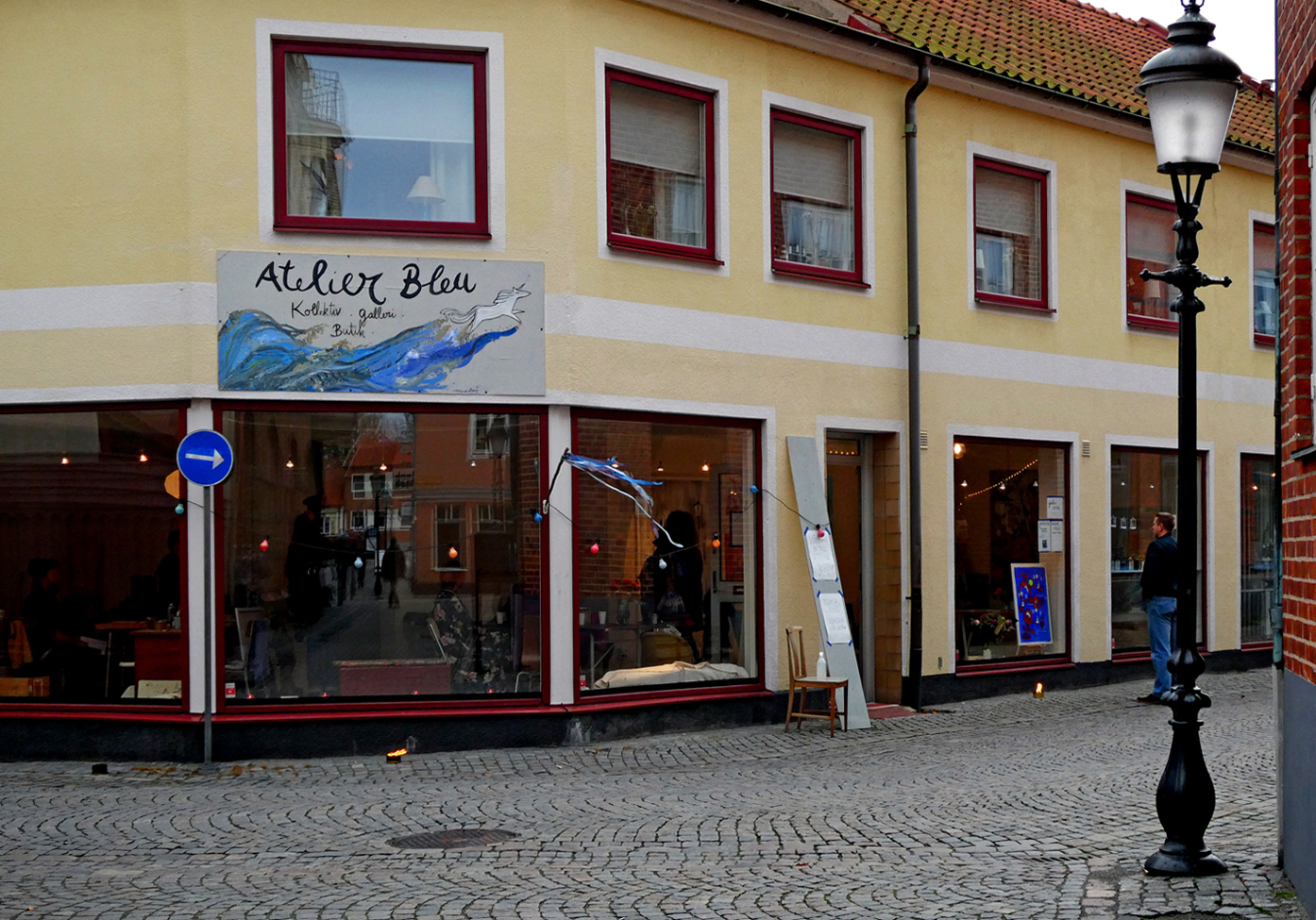
Atelier Bleu är ett konstnärskollektiv i centrala Ystad.

Ett kollektiv är (i organisatorisk bemärkelse) en större grupp som hålls samman av ett gemensamt intresse. Det intresset kan vara arbetsvillkor (hos ett löntagarkollektiv), bostadsform (hos ett kollektiv av hyresgäster) och yrkesmässigt samarbete (hos ett konstnärskollektiv). Ordet kollektiv används även om en grupp obesläktade människor som delar bostad.
Begreppet kollektiv är ett fundamentalt begrepp inom socialismen, där kollektiva intressen och själva maktstrukturen är mer avgörande än en ekonomisk infallsvinkel (se även kollektivism). Följaktligen är det ett mer abstrakt och ideologiskt begrepp än kooperativ, vilket i högre grad fokuserar på kollektivets monetära aspekter och på dess konkreta ägande. Många gånger kan dock begreppen ses som likvärdiga.
Ordet kollektiv kan även användas som ett adjektiv. Detta ord är då relaterat till grupper som kan räknas som kollektiv, grupper som kan utfärda "kollektiva bestraffningar", genomföra "kollektiva beslut" med mera.

## Etymologi
Ordet kollektiv härstammar från det latinska ordet colligere, som betyder 'samla' på svenska. Ordet är etymologiskt besläktat med orden kollega, kollegium, kollekt, kollektor med flera. Det betyder i en mer allmän betydelse "en plural enhet", "något gemensamt".